# فریدریش دورنمات
فریدریش دورنمات (به آلمانی: Friedrich Dürrenmatt) نمایشنامه‌نویس و رمان‌نویس برجسته سوئیسی در پنجم ژانویه (۱۵ دی) ۱۹۲۱ در یکی از روستاهای اطراف شهر برن در کشور سوئیس متولد شد. پدر دورنمات کشیشی معتقد و متدین و پدربزرگش شاعری بذله‌گو و سرشناس بود که به خاطر شعرهای انتقادآمیز سیاسی که می‌سرود به او لقب شاعر سیاسی پرخاشجو داده بودند. تأثیر ویژگی‌های این دو نفر بر دورنمات بسیار زیاد بود، چنان‌که این تأثیر را به آسانی در بیشتر نوشته‌های این نمایشنامه‌نویس شهیر می‌توان مشاهده کرد.
دورنمات در ۱۳ سالگی همراه با خانواده راهی پایتخت شد. در این شهر پس از اتمام دوران متوسطه وارد دانشگاه شد و بر اساس تأثیری که از پدر و پدربزرگش گرفته بود در رشته علوم دینی، فلسفه و ادبیات آلمانی به تحصیل پرداخت. پس از تحصیل در رشته ادبیات و فلسفه، چندی در کش و قوس بود که نقاشی را حرفه خود قرار دهد یا نویسندگی را. به زودی حرفه نویسندگی را برگزید، اما نقاشی را هم هرگز کنار نگذاشت. تابلوها و طرح‌های او آشکارا نشان می‌دهد که تئاتر برای او پلی میان نقاشی و ادبیات است.
در جوانی، نقد تئاتر و نیز رمان‌های جنایی هم می‌نوشت. پس از چند سال وارد دانشگاه زوریخ شد و در رشته هنر و فلسفه ادامه تحصیل داد. اما پس از مدتی فشار مالی و فضای کلی دانشگاه و پرداختن به ادبیات نمایشی او را از ادامه تحصیل بازداشت. این نویسنده که ثروت پدری نداشت به کار نگارش مشغول شد و کتاب مشکلات تئاتر را به رشته تحریر درآورد. او برای امرار معاش به نوشتن نمایشنامه‌های رادیویی روی آورد و از این راه پول خوبی به دست آورد، چنان‌که موفق شد مشکلات مالی خانواده را که شامل همسر و سه فرزندش می‌شد از این راه تا حدود زیادی حل کند.
نخستین نمایشنامه دورنمات در سال ۱۹۴۷ با عنوان این نوشته شد عرضه شد. داستان این اثر بر اساس جنگهای قرن ۱۶ میلادی در اروپا به رشته تحریر درآمده بود. دومین نمایشنامه خود را یک سال بعد با عنوان نابینا نوشت. این اثر داستان غم‌انگیز دوک نابینایی است که با از دست دادن پسر و دخترش که عزیزترین بستگانش هستند، روحش چنان آزار می‌بیند که احساس می‌کند در پایان زندگی قرار دارد و عریان در کوچه و خیابان پرسه می‌زند و به بیان درونیات خود با خداوند می‌پردازد.
این نویسنده نمایشنامه رومولوس را در سال ۱۹۴۸ نگاشت که یک کمدی شبه تاریخی و هیجان‌انگیز است که از کمدی‌های اساتیر یونانی و روم باستان گرفته شده‌است. در روم باستان پس از این‌که امپراتور می‌میرد، رومولوس به جای او بر تخت می‌نشیند و برای تحقق عدالت دست به مبارزه با ظالمان می‌زند و در این راه چنان زیاده‌روی می‌کند که به نوعی موجب نابودی بسیاری از مسائل دیگر زندگی می‌شود.
دورنمات به فلسفه و زندگی علاقه زیادی داشت و در داستان‌ها و افسانه‌های کهن روم و یونان باستان مطالعات زیادی انجام داده بود. او همواره برای تحقق عدالت در جهان نگران بود و زندگی را با همه زشتی‌ها و زیبایی‌های آن در آثار خود به تصویر می‌کشید. البته او هیچ‌گاه دچار بدبینی یا سیاه‌نمایی‌های آزاردهنده نشد و همواره در پی ایجاد و حفظ اعتدال بود.
این نویسنده برجسته در سال ۱۹۳۵ نمایشنامه ازدواج آقای می‌سی‌سی‌پی را نوشت که این اثر هم از نظر مضمون به مسئله وجود بی‌عدالتی در جامعه می‌پردازد و از نظر ساختار نمایشی تلاشی برای رهایی از قید و بندهایی است که در آن زمان موجب آزار نمایشنامه‌نویسان بوده‌است. همین مسئله هم باعث شد تا این نمایشنامه به عنوان اثری شاخص مورد توجه سایر درام‌نویسان جهان قرار بگیرد. دورنمات در همان سال فرشته‌ای به بابل می‌آید را خلق کرد. داستان این نمایشنامه بر اساس یک افسانه قدیمی بابلی شکل می‌گیرد و اتفاقات آن در زمان حکومت بخت‌نصر در سرزمین بابل به وجود می‌آید.
بسیاری از صاحب نظران موفق‌ترین نمایشنامه این نویسنده را «ملاقات با بانوی سالخورده» می‌دانند که در سال ۱۹۵۵ نوشته شد. این نمایشنامه داستان یک شهر کوچک اما موضوع آن کاملاً جهان‌شمول است و می‌تواند شامل تمامی جوامع باشد. داستان در شهر کوچکی به نام گولن اتفاق می‌افتد. آلفرد ایل با دختری زیبا و وضع مالی معمولی به نام کلارا رابطه دوستانه برقرار می‌کند. آلفرد که قول ازدواج به کلارا داده بود، به قول خود وفا نمی‌کند و در دادگاه نیز با دادن رشوه به شهود رأی دادگاه را به نفع خود برمی‌گرداند. کلارا از شهر اخراج می‌شود. سال‌ها بعد زمانی که آلفرد با دختر یکی از تجار شهر ازدواج کرده و به‌ظاهر همه چیز به فراموشی سپرده شده‌است، کلارا در حالی که به عنوان یکی از ثروتمندترین زنان کشور خود شناخته می‌شود به شهر بازمی‌گردد و در برابر انتظار اهالی فقیر شهر از وی، در برابر کمک یک میلیاردی خود از آن‌ها می‌خواهد تا آلفرد را به قتل برسانند. در بخشی از این نمایشنامه در خصوص انگیزه‌های حرکت مردمی برای پاسخ به درخواست کلارا و رفع نیاز خودشان آمده‌است:
"هیولاهای موحش بی‌شمارند
زلزله‌های سهمگین
آتش‌فشان‌ها، طوفان‌های دریایی
همین‌طور جنگ‌ها و زره‌پوش‌هایی که مزارع را ویران می‌کنند
ولی هیچ‌یک موحش‌تر از هیولای فقر نیست
چه در فقر حوادث راه ندارند
و نوع بشر در آن مأیوس و ناامید پیچیده می‌شود
و ردیف می‌کند روزهای خراب را در پشت روزهای خراب"
در این نمایشنامه عدالت با بی‌عدالتی به اجرا درمی‌آید. اما جدا کردن این دو بر عهده تماشاگر قرار می‌گیرد. تحرک داستانی این اثر به سرنوشت یا حتی احساس گناه درونی افراد مربوط نمی‌شود، بلکه چرخ‌های گرداننده این تحرک و به وجود آورنده شرایط پول آن هم وعده پول است.
دورنمات در سال ۱۹۶۲ نمایشنامه فیزیکدان‌ها را به نگارش درآورد. داستان این اثر در تیمارستان دانشمندان دیوانه می‌گذرد که هرکدام از آن‌ها فکر می‌کند یک شخصیت برجسته دوران است. بوتلر خود را نیوتن می‌داند. ارنستی فکر می‌کند اینشتین است و مویبوس خود را حضرت سلیمان می‌داند. این نمایشنامه با آنکه ظاهری ساده و دیالوگ‌هایی قابل فهم دارد، اثری پیچیده و دشوار است که به تئاتر ابزورد تمایل دارد.
اثر مشهور بعدی این نویسنده بازی استریندبرگ نام دارد که اقتباسی از نمایشنامه رقص مرگ نوشته اگوست استریندبرگ است. این نمایشنامه به مسئله زندگی زناشویی و ازدواج می‌پردازد. داستان دربارهٔ زن و شوهری است که سال‌های طولانی در جزیره‌ای دورافتاده در کنار هم زندگی می‌کنند، اما همواره با یکدیگر مشکل دارند و زندگی آن‌ها شبیه میدان جنگ است. در این میان ورود مردی که خود را از اقوام زن معرفی می‌کند، شرایط زندگی‌شان را به شدت تحت تأثیر قرار و آن‌ها را به سمت جدایی سوق می‌دهد.
دورنمات به دلیل شکست‌های عاطفی و تجربه‌های بسیار تلخی که در زندگی زناشویی خود داشته همواره به مسئله ازدواج با نوعی کج‌اندیشی نگاه و این مسئله را یکی از مسائل آزاردهنده روح و جسم تلقی می‌کرد. او در این راه چنان پیش رفت که ازدواج را جهنم دانست، اما هیچ‌یک از زن یا مرد به‌طور کامل و مستقیم مقصر نمی‌داند و شرایط نامناسب حاکم بر زندگی زناشویی را حاصل شرایط کلی قلمداد می‌کند. به همین خاطر نمایشنامه «بازی استریندبرگ» در محیطی شبیه به رینگ بوکس به تصویر کشیده می‌شود و نمایش به جای بخش‌بندی، راندبندی می‌شود و ابتدا و انتهای هر تابلو، همانند مسابقه بوکس، با صدای زنگ شروع و تمام می‌شود.
دورنمات نویسنده‌ای تحلیل گر به حساب می‌آید که مسایل و مشکلات بشری را در آثارش مورد بررسی قرار می‌دهد و حتی به طرح مسایل سیاسی نیز می‌پردازد تا از این طریق وضع بشر را در شرایط کنونی جهان به تصویر بکشد. هر چند که بسیاری از مشکلات انسان امروز را حل نشدنی می‌داند و انسان‌ها را نیازمند پناه بردن به جنبه‌های طعنه‌آمیز زندگی معرفی می‌کند. نمایشنامه‌های این نویسنده از ظاهری کمدی برخوردارند و معدود آثار این نویسنده بر مبنای تراژدی نگاشته شده و متأثر از شیوه گروتسک است.
این نویسنده در جایی آورده‌است: «دنیای آشفته ما بیشتر جایی برای کمدی است تا تراژدی. از آن هنگام که ایجاد تراژدی واقعی امکانپذیر نیست، کمدی روش خوبی برای بیان حقایق به‌شمار می‌رود. حال آنکه نژاد سفید می‌کوشد تا برتری اش را به اثبات برساند. دیگر انسان گناهکار یا مسئول وجود ندارد. همه ادعا می‌کنند گناهکار نیستد. تمام حوادث بدون اینکه شخص به خصوصی خواسته باشد، اتفاق می‌افتد. هیچ‌کدام ما گناهکار نیستیم. ما فقط فرزندان پدرانمان هستیم و این گناه ما نیست. بلکه از بخت بد ماست. گناه مستلزم عمل فردی است. گناه یک عمل مذهبی است. تنها کمدی می‌تواند توجیه‌کننده موقعیت ما باشد. دنیا ما را به ورطه عجیب و مسخره کشانده‌است. راه ما همان‌طور که در سیاست به بمب اتم رسیده، در تئاتر نیز به کمدی ختم می‌شود.»
«شهاب آسمانی»، «غربت»، «روزهای آخر پاییز»، «پنچری» و «گفتگوی شبانه» تعدادی از دیگر متون نمایشی این نویسنده هستند. در ایران بسیاری از نمایشنامه‌های مشهور دورنمات ترجمه و به اجرا درآمده که بیشتر این ترجمه‌ها به وسیله حمید سمندریان انجام شده‌است. «ازدواج آقای می‌سی‌سی‌پی »، «ملاقات بانوی سالخورده» و «بازی استریندبرگ» از جمله آثار ترجمه و اجراشده سمندریان هستند. شعرهای «ملاقات بانوی سالخورده» به وسیله فروغ فرخزاد در سال ۱۳۵۱ به فارسی برگردانده شده‌است.
او در سال ۱۹۹۰ بر اثر حمله قلبی درگذشت.

## آثار ترجمه شده به فارسی
- فیزیکدان‌ها، ترجمهٔ رضا کرم‌رضایی
- میداس (پردهٔ نمایش سیاه). پدیدآورنده: فریدریش دورنمات، ناتالی چوبینه (مترجم)، علی اصغر حداد (ویراستار) نشر افکار.
- مجموعهٔ نامرئی. پدیدآورنده: فریدریش دورنمات، توماس مان، اشتفان تسوایگ، راینرماریا ریلکه، گونتر گراس، ماکس فریش، پتر هانتکه، روبرت موزیل، نشر ماهی.
- سو ءظن (داستان پلیسی)، ترجمه محمود حسینی زاد، انتشارات ماهی.
- قاضی و جلادش (داستان پلیسی)، ترجمه محمود حسینی زاد، انتشارات ماهی.
- قول (داستان پلیسی)، ترجمۀ عزت‌الله فولادوند، طرح نو، ‫۱۳۷۵؛ تجدید چاپ، انتشارات فرهنگ جاوید، ۱۳۹۶؛ ترجمه محمود حسینی‌زاد، انتشارات ماهی، ۱۳۸۵.از روی این رمان در سال ۲۰۰۱ فیلم قول به کارگردانی شان پن ساخته شد.
- عدالت (داستان پلیسی)، ترجمه محمود حسینی‌زاد، نشر برج. ۱۳۹۹

- جست وجو (مجموعه هنر و ادبیات جهان)، ترجمه همایون نوراحمد، نشر قطره.
- ازدواج آقای می‌سی‌سی‌پی (نمایشنامه)، ترجمه حمید سمندریان، نشر پیروز.
- ملاقات بانوی سالخورده (نمایشنامه)، ترجمه حمید سمندریان، نشر پیروز.
- غروب روزهای آخر پاییز و پنچری (نمایشنامه)، ترجمه حمید سمندریان، نشر قطره.
- رمولوس کبیر (نمایشنامه)، ترجمه حمید سمندریان، نشر قطره.
- کشمکش بر سر سایه خر (نماشنامه رادیویی)، ترجمه مهران تیزکار، انتشارات مروارید
- شهاب ثاقب (نماشنامه)، ترجمه سکینه عرب نژاد، انتشارات بیدگل
- فرشته‌ای به بابل می‌آید (نمایشنامه)، ترجمه علی نجیمی، انتشارات توسعه ایران
- بازنشسته (داستان پلیسی)، ترجمه محمود حسینی‌زاد، نشر برج
- فردریش دورنمات: شهاب و اشترانیسکی و قهرمان ملی، فریدریش دورنمات، ترجمهٔ آرش اباذری، تهران: نشر چشمه، ۱۳۸۸

## دربارۀ آثارش
- فریدریش دورنمات، جورج ولوارث، ترجمۀ عزت‌الله فولادوند، نشانه: دفتر ویراسته، ۱۳۷۲؛ تجدید چاپ، انتشارات فرهنگ جاوید، ۱۳۹۶.